# 飛べない鳥 (ゆずの曲)
「飛べない鳥」（とべないとり）は、日本のフォークデュオ、ゆずの通算10枚目のシングル。同シングルの表題曲で2000年10月18日に発売された。発売元はセーニャ・アンド・カンパニー。

## 概要
表題曲はフジテレビ系ドラマ『涙をふいて』の主題歌、カップリング曲の「シャララン」は映画『学校』シリーズの第4作目『十五才 学校IV』の主題歌にそれぞれ起用された。累計売り上げ枚数は38万枚に達した。
「飛べない鳥」が「ヨコハマご当地ソング」百撰に選ばれたため、横浜・伊勢佐木町商店街にある「伊勢佐木町ブルース」（青江三奈、1968年）の歌碑の裏側に名前が刻まれている。ただし、歌詞に「横浜」が具体的に登場するわけではない。

## 収録曲
1. 飛べない鳥　（4:34）
  - 作詞・作曲: 岩沢厚治
2. シャララン　（4:13）
  - 作詞・作曲: 北川悠仁
3. ダーリン　（5:27）
  - 作詞・作曲: 北川悠仁

## 収録作品
- 飛べない鳥
  - トビラ
  - 歌時記 〜ふたりのビッグ（エッグ）ショー篇〜（ライブ音源）
  - Home 1997-2000
  - YUZU 20th Anniversary ALL TIME BEST ALBUM ゆずイロハ 1997-2017
  - ゆずのみ〜拍手喝祭〜 日替わり全曲集+1（「ず」盤のみ・ライブ音源）
- シャララン
  - トビラ
- ダーリン
- :※アルバム未収録

## テレビ出演
- 僕らの音楽2（2005年6月17日、フジテレビ）